# 넙도초등학교
넙도초등학교는 대한민국 전라남도 완도군에 있는 공립 초등학교이다.

## 학교 연혁
- 1943년 4월 1일: 넙도공립국민학교 개교
- 일자미상 넙도국민학교 개칭
- 일자미상 넙도국민학교 어룡분교, 마안분교 설립 인가
- 1961년 4월 1일 : 어룡분교장, 마안분교장 개교
- 일자미상 넙도국민학교 장구분교 설립 인가
- 1963년 7월 31일 : 장구분교장 개교
- 일자미상 넙도국민학교 후도분교 설립 인가
- 1965년 4월 1일 : 넙도국민학교 대장구도분실 개설
- 1965년 11월 18일 후도분교장 개교
- 1972년 2월 16일 : 죽굴도분실, 소제원도분실, 대제원도분실, 소장구도분실 개설
- 1974년 7월 5일 : 넙도국민학교 멍섬분실 개설
- 1975년 12월 31일 : 소제원도분실 폐실
- 1979년 9월 15일 : 멍섬분실 폐실
- 1982년 3월 1일 : 서리국민학교 분교장 격하 편입
- 1983년 3월 1일 : 장구분교장 폐교 및 본교 통폐합, 대장구도분실 폐실
- 1983년 4월 1일 : 소장구도분실 폐실
- 1985년 9월 18일 : 대제원도분실 폐실
- 1986년 3월 1일 : 마안분교장 폐교 및 본교 통폐합
- 1987년 9월 16일 : 죽굴도분실 폐실
- 1991년 3월 8일 : 후도분교장 폐교 및 본교 통폐합
- 1994년 3월 1일 : 어룡분교장 폐교 및 본교 통폐합
- 1996년 3월 1일 : 넙도초등학교 개칭
- 2020년 9월 1일 : 넙도초등학교 병설서리분교장유치원 개원
- 2024년 1월 9일 : 제74회 졸업식 5명 졸업(누계: 2,135명)
- 2024년 9월 1일 : 제48대 정미순 교장 부임

## 참고 자료
- 넙도초등학교 - 한국교육학술정보원 학교알리미